# Halifax (Anglia)
Halifax város az Egyesült Királyságban, Angliában, Yorkshire and the Humber régióban. Lakossága 82 ezer fő volt 2001-ben.
Az iparosodás időszakában fontos textilipari központ volt.
A brit Halifax Bank és Yorkshire Bank itt volt alapítva. Itt alakultak meg a My Dying Bride és Paradise Lost nevű metal-együttesek.

## Sport

### Labdarúgás
- FC Halifax Town

## Fordítás
- Ez a szócikk részben vagy egészben  a   Halifax,_West_Yorkshire című angol Wikipédia-szócikk fordításán alapul.  Az eredeti cikk szerkesztőit annak laptörténete sorolja fel. Ez a jelzés csupán a megfogalmazás eredetét és a szerzői jogokat jelzi, nem szolgál a cikkben szereplő információk forrásmegjelöléseként.